# Discographie de Girls in Hawaii
Cet article présente la discographie du groupe de rock indépendant belge Girls in Hawaii.

## Démos/maquettes
| Année | Titre |
| ----- | ----- |
| 2002  | 001   |

## Albums studio
| Année | Titre              |
| ----- | ------------------ |
| 2003  | From Here To There |
| 2008  | Plan Your Escape   |
| 2013  | Everest            |
| 2017  | Nocturne           |

## Albums live
| Année | Titre         |
| ----- | ------------- |
| 2014  | Hello Strange |

## EPs
| Année | Titre                              |
| ----- | ---------------------------------- |
| 2003  | Found in the Ground: The Winter EP |
| 2013  | Misses EP                          |
| 2014  | Rorschach                          |
| 2014  | Refuge                             |

## DVD
| Année | Titre                                    |
| ----- | ---------------------------------------- |
| 2004  | Girls in Hawaii + Sharko + Ghinzu = LIVE |
| 2009  | Not Here                                 |